# Bojler

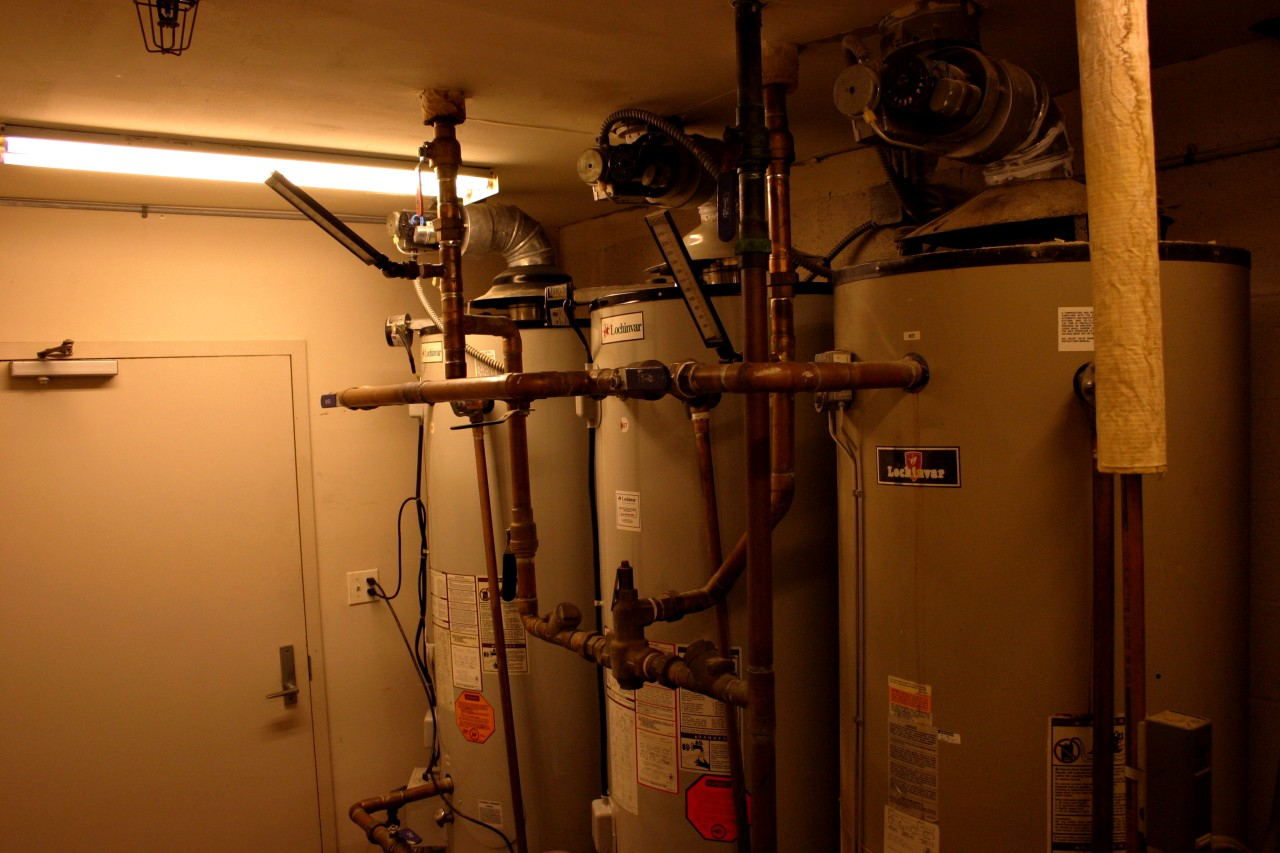
Tři vertikální bojlery vedle sebe

Bojler (z anglického boiler od slova boil, vařit) je zásobníkový ohřívač vody (taky označovaný jako ohřívač TUV - teplé užitkové vody). Má podobu tlakové nádoby uložené většinou nastojato (vertikálně), ale někdy i naležato (horizontálně). Zdroj tepla může být rozličný – např. elektřina, plyn, pára, teplá voda apod. Podstatou je akumulace ohřáté vody. Ohřívací těleso se nachází ve spodní části, ohřátá voda se odebírá z části horní. Přítok studené vody bývá upraven tak, aby nedocházelo k nežádoucímu promísení s již ohřátou vodou. Teplota vody by neměla klesnout pod 50 °C, jinak se ve vodě množí například legionella. Bojler musí být vybaven zabezpečovacím zařízením, zejména pojistným ventilem, sloužícím k odvedení přetlaku při případné poruše - nevypnutí topného tělesa. Často bývá doplněn též čidlem, podle jehož údajů se automaticky zapíná či vypíná ohřev vody. Pro rodinu se 2 dětmi se doporučují bojlery s objemem aspoň 120 litrů.

## Elektrický bojler
Elektrický bojler (odborně elektrický ohřívač) je zařízení, které využívá elektrickou energii k ohřevu vody. Typicky se skládá z nádrže na uchovávání ohřáté vody, elektrického topného tělesa, termostatu regulujícího teplotu vody, izolace bránící úniku tepla a ventilu zajišťujícím bezpečnost při přetlaku.
Bojlery mohou být maloobjemové (typicky 5 - 15 l), které se využívají v místech s malou spotřebou teplé vody (kuchyně, málo používaná umyvadla, dílny...), středního objemu (30 - 150 l), které se využívají v domácnostech, a velkoobjemové (150 a více l), které většinou zásobují více odběrných míst. Pro jedno a dvoučlenné domácnosti se obvykle používají kapacity 30 - 50 litrů, tří a čtyřčlenné rodiny pak typicky mívají ohřívače o objemu 80 - 150 litrů.
Velkoobjemové i některé maloobjemové bojlery se připojují na zvláštní okruh (HDO), který je blokován distributorem elektrické energie v době s vysokou spotřebou a je spouštěn v době přebytku elektřiny v síti. V této době (tzv. nízký tarif, 2–3 časové úseky během dne) je sazba za elektřinu několikanásobně nižší než mimo ni (vysoký tarif).